# Jean Bottéro
Jean Bottéro OP (30 d'agost de 1914, Vallauris, França - † 15 de desembre de 2007, Gif-sur-Yvette, França) fou un historiador francès pertanyent a l'Orde de Predicadors.
Fou un assiriòleg i expert de la Bíblia i de l'Antic Orient Pròxim amb més renom. Va ser conegut per haver estat un dels primers traductors del Codi de Hammurabi.